# Chỉ thị xử lý nước thải đô thị
Chỉ thị Xử lý Nước thải Đô thị là một chỉ thị của Liên minh Châu Âu năm 1991 liên quan đến nước thải đô thị, thu gom, xử lý và xả nước thải đô thị cũng như xử lý và xả nước thải từ một số lĩnh vực công nghiệp. Nó nhằm mục đích bảo vệ môi trường khỏi những tác động tiêu cực của nước thải từ các thành phố và một số lĩnh vực công nghiệp.
Nó quy định việc thu gom và xử lý nước thải ở các khu đô thị có dân số tương đương trên 2000 người và việc xử lý trở nên tiên tiến hơn ở những nơi có quy mô dân số tương đương trên 10.000 người ở "các khu vực nhạy cảm".

## Mô tả
Chỉ thị Xử lý Nước thải Đô thị (tiêu đề đầy đủ Chỉ thị Hội đồng 91/271 / EEC ngày 21 tháng 5 năm 1991 liên quan đến xử lý nước thải đô thị) là một chỉ thị của Liên minh Châu Âu liên quan đến việc tập trung nước thải đô thị, xử lý nước thải và xả thải cũng như việc xử lý và xả nước thải từ một số lĩnh vực công nghiệp. Nó được thông qua vào ngày 21 tháng 5 năm 1991. Nó nhằm mục đích bảo vệ môi trường khỏi những tác động bất lợi của việc xả nước thải đô thị và thải ra từ một số lĩnh vực công nghiệp bằng cách yêu cầu tập trung và xử lý nước thải ở các khu tập trung đô thị có dân số tương đương trên 2000 người và xử lý tiên tiến hơn ở những nơi có đông dân cư tương đương trên 10.000 tại các khu vực nhạy cảm.

### Khu vực nhạy cảm
Chỉ thị định nghĩa các khu vực nhạy cảm, như các vùng nước ngọt, cửa sông và vùng nước ven biển bị phú dưỡng hoặc có thể trở nên phú dưỡng nếu không thực hiện các biện pháp bảo vệ, nước ngọt trên bề mặt dành cho việc lấy nước uống có chứa hoặc có khả năng chứa nhiều hơn 50 mg / l nitrat, các khu vực cần xử lý thêm để tuân thủ các chỉ thị khác, chẳng hạn như chỉ thị về nước cá, nước tắm, nước có vỏ sò, về bảo tồn các loài chim hoang dã và môi trường sống tự nhiên, v.v.
Chỉ thị này chứa một sự thay đổi hướng cho các khu vực được chỉ định là "ít nhạy cảm hơn"; những sự xúc phạm như vậy đã được chấp thuận cho các khu vực ở Bồ Đào Nha.  

## Sự tiến hành
Các quốc gia thành viên được yêu cầu cung cấp các cơ sở xử lý nước thải
- Đến ngày 31 tháng 12 năm 1998 đối với tất cả những nơi có dân số tương đương trên 10.000 người mà nước thải đổ vào khu vực nhạy cảm.[3]
- Đến ngày 31 tháng 12 năm 1998 đối với tất cả những nơi có dân số tương đương trên 15.000 người xả nước thải vào nơi gọi là "khu vực bình thường" và nước thải phân hủy sinh học do các nhà máy chế biến thực phẩm thải trực tiếp vào các vùng nước, đáp ứng các điều kiện nhất định.
- Trước ngày 31 tháng 12 năm 2005 đối với tất cả những nơi có dân số tương đương từ 2000 đến 10 000, nơi nước thải được xả vào khu vực nhạy cảm
- Trước ngày 31 tháng 12 năm 2005 đối với tất cả những nơi có dân số tương đương từ 10.000 đến 15.000 nơi nước thải không được xả vào những khu vực nhạy cảm này.

Trong một báo cáo của Ủy ban năm 2004 về việc tiến hành thực hiện của các quốc gia thành viên, Ủy ban lưu ý rằng một số quốc gia thành viên, đặc biệt là Pháp và Tây Ban Nha, đã chậm trong việc cung cấp thông tin cần thiết và các thủ tục vi phạm được bắt đầu. Báo cáo đề cập đến việc Tây Ban Nha không cung cấp bất kỳ biện pháp xử lý tiên tiến nào ở các khu vực lưu vực của các con sông được xác định là nhạy cảm ở phần hạ lưu của chúng, chẳng hạn như sông Ebro và Guadalquivir; Ý thực hiện ở lưu vực sông Po, vùng đồng bằng và vùng nước ven biển lân cận; và Vương quốc Anh giải thích và thực hiện chỉ thị liên quan đến các khu vực lưu vực của các khu vực nhạy cảm. Hầu hết các quốc gia thành viên đã lên kế hoạch để tuân theo những yêu cầu của Chỉ thị, chậm nhất là vào năm 2005 hoặc 2008.

## Ý nghĩa chính trị
Chỉ thị về Nước thải Đô thị đánh dấu sự thay đổi từ luật nhằm vào các tiêu chuẩn được sử dụng theo như dự định sang luật chặt chẽ hơn nhằm điều chỉnh chất lượng nước tại nguồn. Chỉ thị này được áp dụng cho cả nước thải sinh hoạt và nước thải từ các lĩnh vực công nghiệp, cả hai đều là nguyên nhân gây ô nhiễm. Chỉ thị là một ví dụ về bản chất chi tiết của luật pháp Liên minh châu Âu và dẫn đến "chi phí đáng kể" ở nhiều quốc gia thành viên.
Chín năm sau khi chỉ thị được thông qua, những thay đổi đáng kể vẫn còn duy trì trong việc cung cấp xử lý nước thải ở các quốc gia thành viên khác nhau.

## Bản sửa đổi theo kế hoạch
Vào ngày 13 tháng 7 năm 2018, Ủy ban Châu Âu đã công bố Tham vấn về Đánh giá Chỉ thị Xử lý Nước thải Đô thị trước khi có khả năng sửa đổi. Kể từ khi được áp dụng vào năm 1991, các tiến bộ kỹ thuật mới về kỹ thuật xử lý chất thải và các chất ô nhiễm mới nổi đã được xác định có thể cần loại bỏ. Ngoài ra, EU kể từ đó đã mở rộng từ 12 lên 28 quốc gia và những kinh nghiệm và thách thức mới cần được tính đến.
Tuy nhiên, thách thức lớn nhất của việc sửa đổi sẽ là khai thác tiềm năng mà lĩnh vực xử lý nước thải có thể đóng góp vào chương trình nghị sự của nền kinh tế tuần hoàn và cuộc chiến chống biến đổi khí hậu. Trên toàn cầu, lĩnh vực xử lý nước thải tiêu thụ 1% tổng tiêu thụ năng lượng toàn cầu. Theo một kịch bản kinh doanh thông thường, con số này dự kiến sẽ tăng 60% vào năm 2040 so với năm 2014. Với việc đưa ra giới thiệu các yêu cầu về hiệu quả năng lượng, mức tiêu thụ năng lượng của lĩnh vực xử lý nước thải có thể giảm 50% chỉ bằng cách sử dụng các công nghệ hiện tại. Ngoài ra, còn có các cơ hội để sản xuất đủ năng lượng từ nước thải để biến toàn bộ ngành nước thành năng lượng trung tính. Nó sử dụng năng lượng được nhúng trong bùn bằng cách tạo ra khí sinh học thông qua quá trình phân hủy kỵ khí. Các tính năng này chủ yếu bị bỏ qua do mục tiêu quá lớn đối với các tiện ích nhằm đáp ứng nhu cầu xử lý nước thải hiện tại và tương lai.